# San Gervaso
San Gervaso è una frazione del comune cremonese di Paderno Ponchielli posta a nord del centro abitato.

## Storia
La località era un piccolo borgo agricolo di antica origine del Contado di Cremona con 52 abitanti a metà Settecento.
In età napoleonica, dal 1809 al 1816, San Gervaso fu già frazione di Paderno Cremonese, recuperando però l'autonomia con la costituzione del Regno Lombardo-Veneto.
I governanti austriaci tornarono però sui loro passi nel 1841, e annessero definitivamente il comune di San Gervaso a Paderno Cremonese.